# Tropidion cruentum
Tropidion cruentum är en skalbaggsart som beskrevs av Martins och Dilma Solange Napp 1986. Tropidion cruentum ingår i släktet Tropidion och familjen långhorningar. Inga underarter finns listade i Catalogue of Life.